# Walderseestraße 3

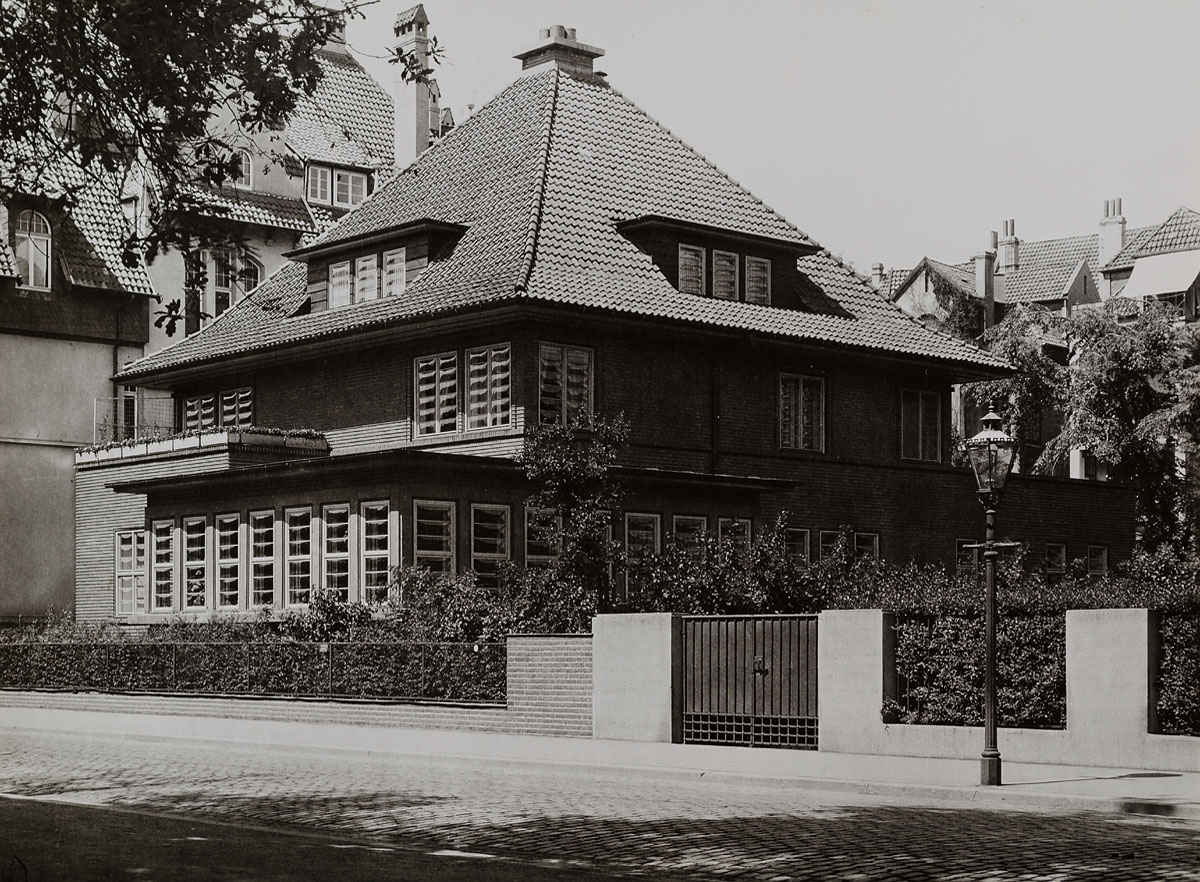
Um 1930: Der Baukörper der Villa an der Eilenriede wirkt auf den ersten Blick als Kubus mit eher horizontalen Elementen;
Fotografie von Carl Dransfeld; Museum für Kunst und Gewerbe Hamburg

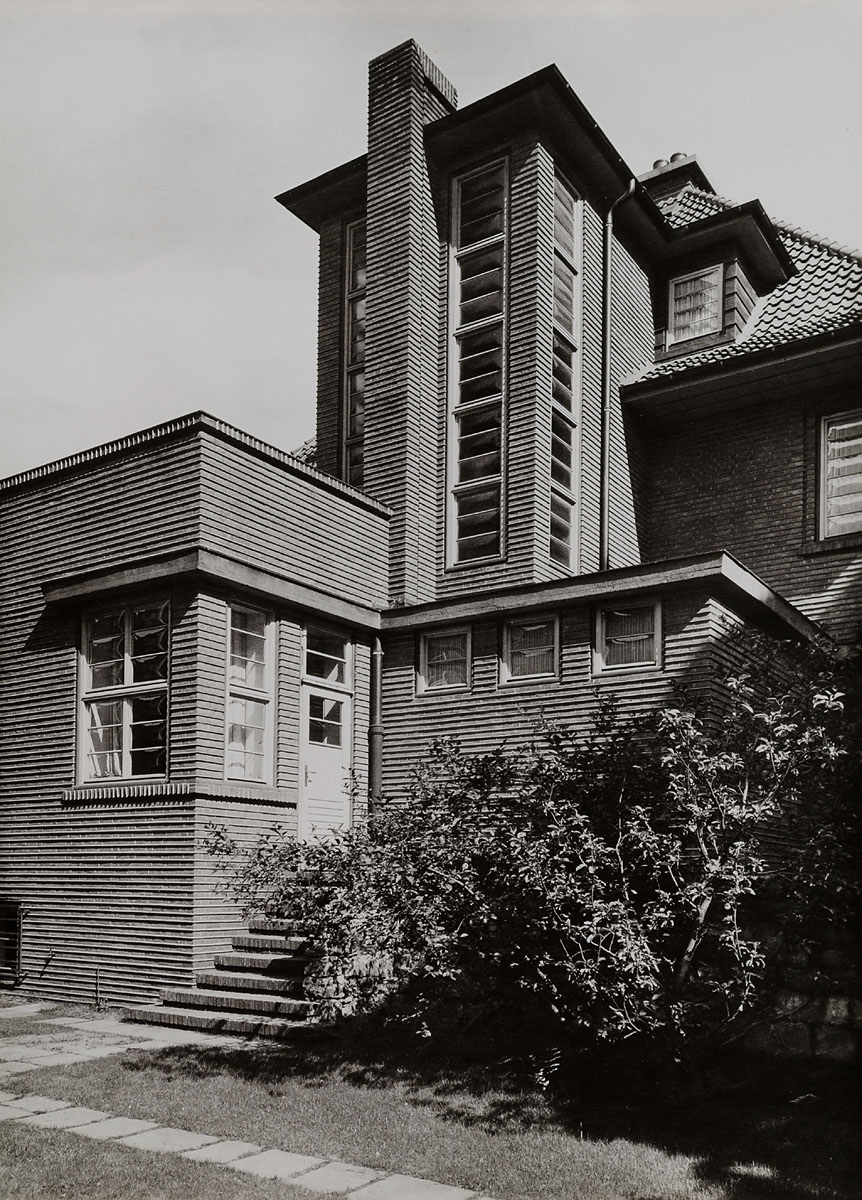
Aus einem bestimmten Blickwinkel erstreckt sich der Bereich um das Treppenhaus und die Außentreppe zum Garten des Madsack-Hausees expressiv eher in die Vertikale;
Foto von Carl Dransfeld, um 1930

Das Gebäude Walderseestraße 3 in Hannover auch Haus Madsack genannt, ist eine denkmalgeschützte Villa am Rande der Eilenriede im hannoverschen Stadtteil List. Das von dem Architekten Fritz Höger in den 1920er Jahren als Wohnhaus für den Zeitungsverleger Erich Madsack errichtete Gebäude zeichnet sich im Vergleich zu den umgebenden Villen durch seine besondere Qualität aus.

## Geschichte und Beschreibung
Der Architekt Fritz Höger, der als „herausragender Vertreter des Expressionismus“ gilt, errichtete das repräsentative Wohnhaus für den damaligen Chefredakteur und späteren Zeitungsverleger Erich Madsack während der Weimarer Republik und im Jahr 1928 etwa zeitgleich mit dem Anzeiger-Hochhaus. Das Haus Madsack wirkt bis heute unter seinem weit überstehendem Zeltdach zunächst als zweigeschossiger Kubus, der durch mehrere eingeschossige, flachgedeckte Anbauten aufgelockert wird. In deutlichem Gegensatz des vertikal gegliederten Hochhauses an der Goseriede betont die Fassade des Wohngebäudes eine stark gegliederte Horizontale: Diese wirkt durch Gestaltungselemente wie die aus dem Ziegelmauerwerk hervortretenden Lagerfugen und Gesimse, durch weite Dachüberstände bei den Gauben und Dächern. In diesem Sinne wurden auch die Fenster mit liegender Sprossenteilung versehen
Der Kulturhistoriker Peter Struck verglich das ehemalige Madsack-Wohnhaus mit dem von dem US-amerikanischen Architekten Frank Lloyd Wright geprägten Ausspruch von der „Poesie der Verschachtelungen.“
Das Haus in der Walderseestraße 3 wird heute vom Markuskindergarten genutzt, dem Kindergarten der vereinigten Ev.-luth. Apostel- und -Markus-Kirchengemeinde.